# Манети (Витербо)
Манети је насеље у Италији у округу Витербо, региону Лацио.
Према процени из 2011. у насељу је живело 47 становника. Насеље се налази на надморској висини од 244 м.